# Carlos Henrique de Carvalho Fróes
Carlos Henrique de Carvalho Fróes (Salvador, 12 de junho de 1929 — Rio de Janeiro, 22 de julho de 2015) foi um advogado, professor, escritor e poliglota brasileiro. 

## Biografia
Filho do médico Dr. Heitor Praguer Fróes e da Sra. Celina de Carvalho Fróes, sendo ainda neto paterno de dois médicos, vindo para o Rio de Janeiro graduou-se em Direito pela Pontifícia Universidade Católica do Rio de Janeiro em 1952.
Em sua carreira de advogado foi representante de classe, professor emérito, escritor, ocupando cargos relevantes. Foi membro do Conselho Seccional da OAB-GB nos biênios 1969/1970 e 1971/1972; professor de Deontologia Jurídica na Faculdade de Direito Estácio de Sá desde 1975; professor de Direito da Propriedade Industrial no Instituto Brasileiro de Administração de Empresas (IBRAE) da Fundação Getúlio Vargas desde 1979; professor de Direito da Propriedade industrial no Instituto de Direito Público e Ciência Política da Fundação Getúlio Vargas desde 1982; conselheiro fiscal e diretor da Associação Comercial do Rio de Janeiro (1978); juiz efetivo do Tribunal Regional Eleitoral do Rio de Janeiro na classe de jurista (1979/1980); procurador-geral do Clube de Regatas do Flamengo (1981/1983); presidente do Instituto dos Advogados Brasileiros (1988/1989); diretor da Procuradoria e Consultoria e membro do Tribunal de Ética e Disciplina da Ordem dos Advogados do Brasil-RJ, membro do Grupo de Trabalho do Ministério da Justiça encarregado em 1986 da revisão do anteprojeto de lei sobre arbitragem, e secretário de Assuntos Legislativos do Ministério da Justiça.
Também atuou junto ao Supremo Tribunal Federal e ao Superior Tribunal de Justiça, foi membro fundador da Associação Brasileira da Propriedade Intelectual, onde foi secretário, vice-presidente e membro de honra vitalício de seu Conselho Diretor, membro do Comitê Brasileiro e vice-presidente da Corte Internacional de Arbitragem da Câmara de Comércio Internacional, e membro honorário do Comitê Brasileiro de Arbitragem.
Publicou artigos em revistas jurídicas nacionais e estrangeiras. Colaborador da Enciclopédia Saraiva do Direito, tendo elaborado os verbetes “Nome Comercial" e "Transferência de Tecnologia”.
Organizou palestras e conferências sobre o bi-centenário da Revolução francesa, em combinação com os Consulados da França e dos Estados Unidos.
Poliglota com fluência em inglês, francês, italiano, espanhol e alemão, fazendo-se entender em húngaro e sueco.
Foi associado ao Rotary Club do Rio de Janeiro, seu Presidente entre 1982-1983  e Governador do Distrito 4570 do Rotary International no período 1986-1987. Foi editor-chefe e presidente da Cooperativa Editora Brasil Rotário entre 2007-2011. Na nota de seu falecimento publicada pela revista, foi lembrado como "renomado advogado e professor universitário, Carlos Fróes foi responsável por avanços importantes na Brasil Rotário durante sua administração".

## Reconhecimento
- Prêmios Lacerda Almeida, concedido ao melhor aluno de Direito Civil da PUC, e Eduardo Lustosa em Oratória no ano de Direito.
- Em 1990 foi inaugurado seu retrato na galeria de presidentes do Instituto dos Advogados Brasileiros, quando o orador oficial da entidade, José Luiz Milhazes, disse: "Na verdade e sem falso realce, nada fica a dever o eminente homenageado de hoje, àqueles que já compõem tão famosa galeria, face à grandeza do seu talento, cultura jurídica do melhor nível, se destacando como um dos luminares em nosso país na sua especialidade técnica — o Direito da Propriedade Intelectual. [...] Através da sua inteligência, dedicação, luta, decência, carinho aos semelhantes, competência e patriotismo, foi que ele fez por merecer a eleição para a presidência desta Casa, honra maior para os advogados brasileiros".[1]
- Medalha de Mérito Pedro Ernesto da Câmara Municipal do Rio de Janeiro (1991).[9]
- Cavaleiro da Legião de Honra da República Francesa (1993).[2]
- Colar do Mérito Judiciário, conferido pelo Tribunal de Justiça do Estado do Rio de Janeiro, “em razão dos relevantes serviços prestados à cultura jurídica e ao Judiciário fluminense” (1997).[2]
- Medalha de Honra da Société d’Encouragement au Progrès, da França, por serviços prestados na área da educação (1999).[2]
- Homenagem no XXVII Encontro Nacional de Profissionais da Propriedade Industrial, realizado em Campos do Jordão em 2009. Na ocasião, a presidente da Associação Brasileira dos Agentes da Propriedade Industrial o citou como "um ícone para a classe".[10]
- Título de Cidadão do Estado do Rio de Janeiro (2013), [11] pela "brilhante contribuição desse baiano ao Estado do Rio de Janeiro, por sua inabalada trajetória profissional e humanista como associado representativo do Rotary Club do Rio de Janeiro desde 1971".[2]
- Seu nome batiza o Prêmio Carlos Henrique de Carvalho Fróes instituído em 2015 pelo Rotary Club do Rio de Janeiro e destinado a reconhecer o mérito do rotariano por relevantes serviços prestados ou por excepcional dedicação ao Rotary. [12]
- Seu nome batiza o Concurso Dr. Carlos Henrique de Carvalho Fróes de monografias sobre Propriedade Industrial, instituído em 2016 pela Associação Brasileira dos Agentes da Propriedade Industrial.[13]
- Patrono da cadeira 36 da Academia Brasileira Rotária de Letras.[14]
- Benemérito da Associação Comercial do Rio de Janeiro. Segundo Humberto Motta, presidente do Conselho Superior da ACRJ, Fróes "deixa na história da ACRJ um legado para a inspiração das gerações presentes e futuras da casa de Mauá".[3]

## Trabalhos publicados
- Autor de diversos estudos e pareceres sobre o Direito da Propriedade Industrial em revistas jurídicas nacionais e estrangeiras.
- Autor de Os crimes contra a propriedade industrial do Novo Código Penal.